# Izgubljen v plesu
»Izgubljen v plesu« je skladba in četrti single Aleksandra Mežka iz leta 1978, ki je hkrati tudi avtor glasbe in besedila.

## Snemanje
Producent je bil Martin Ford. Skladba, ki je v lasti Island Music, je bila izdana na njegovem drugem studijskem albumu Grenkosladke pesmi pri založbi RTV Ljubljana na veliki vinilni plošči.

## Zasedba

### Produkcija
- Aleksander Mežek – glasba, besedilo
- Paul Buckmaster – aranžma
- Martyn Ford – producent

### Studijska izvedba
- Aleksander Mežek – akustična kitara, vokal
- Ray Russel – električna kitara
- Peter Robinson – klaviature
- Barry de Suza – bobni
- Dave Wintour – bas kitara
- Mel Collins – saksofon

## Mala plošča
7" vinilka
- »Izgubljen v plesu« (A-stran) – 3ː11
- »You Know Too Much« (B-stran) – 3ː37